# Kilton (Somerset)
Kilton – wieś w Anglii, w Somerset. W 1881 roku civil parish liczyła 141 mieszkańców. Kilton jest wspomniana w Domesday Book (1086) jako Chilvetune/Chilvetun/Diuetona.